# Fabri (familie)
Fabri is een Belgische familie uit Luik waarvan verschillende leden hooggeplaatste functies bekleedden.

## Beknopte genealogie
- Jean Noël Fabri (1695-1774), schepen van Seny, trouwde in 1733 in Terwagne met Marie-Anne Deltour (1695-1770).
  - Henri Fabri (1735-1804), griffier en schepen van Seny, griffier van Thuin en Leers-et-Fosteau, trouwde in 1772 in Thuin met Thérèse Dubois (1732-1805), dochter van Antoine Dubois, burgemeester van Thuin.
    - Arsène Fabri (1777-1851), burgemeester van Seny, arrondissementsraadslid van Hoei, lid van de Provinciale Staten van Luik en lid van de Tweede Kamer, trouwde in 1803 in Seny met Joséphine de Longrée (1781-1855), dochter van ridder Charles de Longrée, advocaat en secretaris van de prins-bisschop van Luik, en zus van ridder Nicolas de Longrée, volksvertegenwoordiger. Ze kregen zeven zoons en twee dochters.
      - Charles Fabri (1808-1860), advocaat bij het hof van beroep van Luik en inspecteur van het basisonderwijs in Namen, trouwde in 1846 in Rochefort met Victoire Delvaux (1824-1888), dochter van Joseph Delvaux (1785-1860), burgemeester van Ciergnon en Rochefort. Ze kregen drie zoons en drie dochters.
        - Victor Fabri (1850-1924), cisterciënzer, priester en pastoor in Serinchamps en Godinne.
        - Alphonse Fabri (1853-1910), plaatsvervangend vrederechter in Rochefort, trouwde in 1896 in Jette met barones Alix de Cartier (1868-1935), dochter van baron Paul de Cartier (1835-1908), burgemeester van Strombeek-Bever. Ze kregen drie zoons en een dochter.
          - Antoine Fabri (1898-1966), gedelegeerd bestuurder van Gîtes d'étapes et maisons de vacances des Jeunesses catholiques belges, trouwde in 1931 in Sint-Kruis met Elisabeth de Pierpont (1907-1933), dochter van Ulric de Pierpont, kapitein-commandant die sneuvelde tijdens de Eerste Wereldoorlog, en na haar overlijden in 1936 in Antwerpen met Simone du Bois de Vroylande (1905-1987), zus van Robert du Bois de Vroylande, schrijver. Hij kreeg een zoon uit het eerste huwelijk en vier dochters uit het tweede huwelijk, met afstammelingen tot heden.
          - Paul Fabri (1900-1961), gemeenteraadslid van Erneuville, trouwde in 1927 in Ukkel met Marie-Antoinette d'Hoop (1902-1987), dochter van Émile d'Hoop, ingenieur van bruggen en wegen. Ze kregen een zoon en vijf dochters, met afstammelingen tot heden.
          - Joseph Fabri (1903-1967), jezuïet, priester, schrijver en leraar aan het Sint-Michielscollege in Etterbeek.
          - Marie-Édith Fabri (1904-1981), augustines en kanunnikes.

        - Caroline Fabri (1855-1885), trouwde in 1880 in Namen met Oscar de Pierpont (1852-1903), schepen van Rochefort. Ze kregen een zoon en twee dochters, maar zonder afstammelingen tot heden.
        - Adelin Fabri (1858-1930), jezuïet, priester, historicus en hoogleraar aan de Facultés universitaires Notre Dame de la Paix in Namen.
        - Nathalie Fabri (1860-1892), zuster van Sacré-Coeur en hoogleraar Frans in Chicago.

      - Eugène Fabri (1810-1895), burgemeester van Seny en pauselijk graaf, trouwde in 1839 in Luik met Anne-Marie Lahaut (1815-1892). Ze kregen vijf zoons en vier dochters, waarvan slechts twee zoons de volwassen leeftijd bereikte.
        - Eugène Fabri (1842-1918), advocaat bij het hof van beroep in Luik, trouwde in 1872 in Fayt-lez-Manage met Juliette Dupont (1850-1882), dochter van Émile Dupont, burgemeester van Fayt-lez-Manage. Ze kregen drie zoons en een dochter.
          - Albert Fabri (1874-1942), jezuïet.
          - Eugène Fabri (1875-1953), jezuïet.
          - Maurice Fabri (1879-1973), trouwde in 1920 in Bergen met Caroline Robinet de Cléry (1897-1927), dochter van Jean-Gabriël Robinet de Cléry, raadgever bij het parlement van Metz en rechter in Colmar. Ze kregen twee zoons en een dochter, met afstammelingen tot heden.
          - Madeleine Fabri (1881-1956), trouwde in 1903 in Luik met Léon Fayeulle (1879-1953), ingenieur. Ze kregen een dochter, met afstammelingen tot heden.

        - Ernest Fabri (1844-1910), pauselijk graaf, advocaat, bankier en burgemeester van Seny, trouwde in 1870 in Hoei met Augusta de Lhoneux (1849-1905), dochter van Lambert de Lhoneux, bankier en schepen van Hoei, en zus van Armand de Lhoneux, bnakier. Ze kregen vier zoons en drie dochters.
          - Marie-Louise Fabri (1872-1956), trouwde in 1893 in Hoei met Raymond Peten (1860-1941), bankier, buitenechtelijke zoon van Ferdinand de Spoelberch. Ze kregen vijf zoons en een dochter, met afstammelingen tot heden.
          - Charles Fabri (1873-1938), bankier, directeur van de Generale Maatschappij van België, voorzitter van Petrofina en vicevoorzitter van de Generale Bank. Hij bleef ongehuwd.
          - Ernest Fabri (1877-1923), trouwde in 1902 in Luik met Marguerite Frésart (1879-1961), dochter van Félix Frésart, bankier en consul van Bolivia. Ze kregen drie zoons.
            - André Fabri (1903-1944), burgemeester van Seny, trouwde in 1929 in Luik met Marie-Paule van den Hove d'Ertsenryck (1907-2002). Ze kregen drie zoons en drie dochters, met afstammelingen tot heden.
            - Roger Fabri (1910-1982), trouwde in 1932 in Embourg met Marguerite Piedboeuf (1912-1991), kleindochter van Jean Louis Piedboeuf. Ze kregen twee zoons en vier dochters, met afstammelingen tot heden.

          - Henri Fabri (1884-1933), vicegouverneur van de Nationale Bank van België, trouwde in 1911 in Annevoie met Augusta de Sauvage (1888-1970). Ze kregen vier zoons, met afstammelingen tot heden.

      - Victor Fabri (1812-1878), stafhouder van de balie in Luik, plaatsvervangend vrederechter in Luik en burgemeester van Angleur, trouwde in 1836 in Luik met Adélaïde-Pétronille Mersch (1815-1861). Ze kregen zes zoons en zeven dochters.
        - Léonie Fabri (1839-1923), trouwde in 1865 in Luik met Jules Demonceau (1830-1881), zoon van Henri Demonceau, bankier. Ze kregen twee zoons en drie dochters, met afstammelingen tot heden.
        - Sidonie Fabri (1842-1910), trouwde in 1867 in Luik met Jules Dallemagne (1840-1922), industrieel, gemeenteraadslid van Tilleur en volksvertegenwoordiger. Het huwelijk bleef kinderloos.
        - Jules Fabri (1844-1929), trouwde in 1874 in Vaux-sous-Chèvremont met Jeanne de Coune (1848-1929), dochter van Charles de Coune, industrieel en provincieraadslid van Luik. Ze kregen zeven zoons en een dochter, met afstammelingen tot heden.
        - Joseph Fabri d'Enneilles (1855-1929), trouwde in 1886 in Luik met Cécile Capitaine (1860-1937), dochter van Ulysse Capitaine, historicus, bibliofiel, numismaticus en biograaf. Ze kregen drie zoons en twee dochters.
          - François Fabri d'Enneilles (1887-1954), notaris, trouwde in 1923 in Perwez met Hélène de Burlet (1901-1999), dochter van Charles de Burlet, notaris. Ze kregen een zoon en een dochter, met afstammelingen tot heden.
          - Pierre Fabri d'Enneilles (1901-1964), trouwde in 1927 in Hasselt met Claire Portmans (1902-1994), dochter van ridder Ferdinand Portmans, notaris, burgemeester van Hasselt, provincieraadslid van Limburg, volksvertegenwoordiger en senator. Ze kregen drie zoons en een dochter, met afstammelingen tot heden.

        - Léon Fabri (1858-1927), ingenieur, trouwde in 1882 in Luik met Julie (Jenny) Charles (1858-1921). Ze kregen een zoon en een dochter, met afstammelingen tot heden.

      - Léopold Fabri (1817-1873), industrieel, trouwde in 1862 in Rutten met Mathilde de Gruben (1815-1903), zus van Charles de Gruben, senator. Het huwelijk bleef kinderloos.